# Port Malmö Football Club
Port Malmö Australian Football Club är en australisk fotbollsklubb baserad i Malmö, Sverige. Herrlaget har smeknamnet Maulers och damlaget har smeknamnet Lynx. Klubben grundades 2003.
Klubben spelar i Danska Australiska Fotbollsligan och tävlar mot klubbar från Danmark och Skåne. Eftersom klubben är baserad i Sverige tävlar klubben även i Svenska Cupen. Klubben var värd för 2018 års upplaga av turneringen. 
Klubben tränar och spelar på Limhamnsfältet, en idrottsplan i Malmö.